# Ceanothus mocinianus
Ceanothus mocinianus är en brakvedsväxtart som beskrevs av Dc.. Ceanothus mocinianus ingår i släktet Ceanothus och familjen brakvedsväxter. Inga underarter finns listade i Catalogue of Life.